# Wereldkampioenschap schaken 2008
Het wereldkampioenschap schaken 2008 bestond uit een match die werd gespeeld tussen Viswanathan Anand en Vladimir Kramnik. Deze match vond plaats in Bonn van 14 tot en met 29 oktober 2008. Anand won met 6½ - 4½.
Anand verdedigde in deze match de wereldtitel die hij had veroverd bij het wereldkampioenschap in 2007 in Mexico. Kramnik was daar tweede geworden maar als uitvloeisel van de hereniging van het wereldkampioenschap had hij het voorrecht gekregen om de wereldkampioen uit te dagen.

## Voorwaarden en secondanten
De match ging over twaalf partijen. De bedenktijd was 2 uur voor 40 zetten, daarna 1 uur voor 20 zetten en daarna 15 minutes voor de rest van de partij, met 30 seconden toegevoegd per zet na de 60e zet. Indien de match 6-6 zou zijn geëindigd, zou er een tie-break van 4 rapidpartijen zijn gespeeld.
De secondanten van Anand waren Peter Heine Nielsen, Rustam Kasimdzjanov, Surya Ganguly en Radoslaw Wojtaszek. De secondanten van Kramnik waren Péter Lékó, Sergej Roebljovski en Laurent Fressinet.

## Verloop
De match had een betrekkelijk eenzijdig verloop. Anand bleek beter voorbereid en beter in vorm. Het scoreverloop was:
|         | 1 | 2 | 3 | 4 | 5 | 6 | 7 | 8 | 9 | 10 | 11 | Totaal |
| ------- | - | - | - | - | - | - | - | - | - | -- | -- | ------ |
| Kramnik | ½ | ½ | 0 | ½ | 0 | 0 | ½ | ½ | ½ | 1  | ½  | 4½     |
| Anand   | ½ | ½ | 1 | ½ | 1 | 1 | ½ | ½ | ½ | 0  | ½  | 6½     |